# Distrito federal del Volga
El distrito federal del Volga (en ruso: Приволжский федеральный округ) es uno de los ocho distritos de la Federación Rusa, formado por los siguientes catorce sujetos (entidades subnacionales): las repúblicas de Baskortostán, Chuvasia, Mari-El, Mordovia, Tartaristán y Udmurtia, los óblast de Oremburgo, Penza, Samara, Sarátov, Uliánovsk, Kírov y Nizhni Nóvgorod, y el Krai de Perm. Limita al norte con los distritos Central y Noroeste, al este con el distrito de Ural, al sur con Kazajistán y al oeste con el distrito del Sur.  
Su capital es Nizhni Nóvgorod. Con 29 778 000 habs., en 2013, era el segundo distrito más poblado del país, por detrás del Central. Desde 2018 el representante presidencial del distrito es Igor Komarov.

## Composición territorial
| Volga Federal District | Volga Federal District | Volga Federal District    | Volga Federal District | Volga Federal District | Volga Federal District |
| #                      | Bandera                | Sujeto federal            | Área (km²)             | Población (2010)       | Capital                |
| ---------------------- | ---------------------- | ------------------------- | ---------------------- | ---------------------- | ---------------------- |
| 1                      |                        | República de Baskortostán | 143 600                | 4 104 336              | Ufá                    |
| 2                      |                        | Óblast de Kírov           | 120 800                | 1 503 529              | Kírov                  |
| 3                      |                        | República de Mari-El      | 23 200                 | 727 979                | Yoshkar-Olá            |
| 4                      |                        | República de Mordovia     | 26 200                 | 888 766                | Saransk                |
| 5                      |                        | Óblast de Nizhny Nóvgorod | 76 900                 | 3 524 028              | Nizhny Nóvgorod        |
| 6                      |                        | Óblast de Oremburgo       | 124 000                | 2 179 551              | Oremburgo              |
| 7                      |                        | Óblast de Penza           | 43 200                 | 1 452 941              | Penza                  |
| 8                      |                        | Krai de Perm              | 160 600                | 2 819 421              | Perm                   |
| 9                      |                        | Óblast de Samara          | 53 600                 | 3 239 737              | Samara                 |
| 10                     |                        | Óblast de Sarátov         | 100 200                | 2 668 310              | Sarátov                |
| 11                     |                        | República de Tartaristán  | 68 000                 | 3 779 265              | Kazán                  |
| 12                     |                        | República de Udmurtia     | 42 100                 | 1 572 316              | Izhevsk                |
| 13                     |                        | Óblast de Uliánovsk       | 37 300                 | 1 382 811              | Uliánovsk              |
| 14                     |                        | República de Chuvasia     | 18 300                 | 1 31 754               | Cheboksari             |